# Les Stroud
Les Stroud (* 20. Oktober 1961 in Etobicoke, Ontario, Kanada) ist ein kanadischer Survival-Experte, Filmemacher und Musiker, der vor allem als Schöpfer, Autor, Produzent, Regisseur, Kameramann und Moderator der Fernsehserie Survival Man (Original: Survivorman) bekannt ist.

## Leben
Stroud wurde im Mimico-Viertel von Toronto geboren und absolvierte die Mimico High School. Anschließend absolvierte er das Music Industry Arts-Programm am Fanshawe College in London (Ontario). Stroud arbeitete mehrere Jahre beim in Toronto ansässigen Musikvideokanal MuchMusic und als Songwriter für die Band New Regime, bevor eine Temagami-Kanufahrt einen beruflichen Wechsel auslöste. Während dieser Zeit arbeitete er auch als Müllsammler für die Stadt Toronto.
1990 wurde Stroud Guide für Black Feather Wilderness Adventures und leitete Kanuausflüge in die Wildnis Nordontarios. In dieser Zeit lernte er während eines Überlebenskurses auch seine zukünftige Frau, die Fotografin Sue Jamison, kennen. Sie heirateten 1994 und danach verbrachte das Paar eine einjährige Hochzeitsreise im abgelegenen Wabakimi-Gebiet von Ontario, das zur Grundlage des Dokumentarfilms „Snowshoes and Solitude“ werden sollte, und zog danach nach Yellowknife in den Northwest Territories, wo Stroud als Außendienstmitarbeiter angestellt war. Stroud und Jamison ließen sich dann in Huntsville, Ontario, nieder, wo sie zwei Kinder bekamen und sowohl das Outdoor-Unterrichtsunternehmen Wilderness Voice als auch das Medienunternehmen Wilderness Spirit Productions gründeten.
Inspiriert von der Popularität der Fernsehsendung Survivor, präsentierte Stroud eine authentischere Version der Show für Discovery Channel (Kanada). Stroud produzierte 2001 für @discovery.ca zwei Sendungen mit den Titeln One Week in the Wilderness und Winter in the Wilderness. Der Erfolg dieser Specials führte zur Entwicklung von Survival Man, einer Show, die einem ähnlichen Format folgte und Stroud mit minimaler Ausrüstung alleine in der Wildnis zurückließ, um seine Überlebenserfahrung auf Video aufzunehmen.
Ende 2008 trennten sich Stroud und seine Frau Sue Jamison.

## Fernsehen und Film
Stroud hat umfangreiche Erfahrung mit Überlebensfähigkeiten und trainierte zunächst mit dem Experten David Arama. Anschließend lernte er von vielen anderen, darunter John „Prairie Wolf“ McPherson.
Nach seiner Heirat mit Jamison im Jahr 1994 verbrachten die beiden ein Jahr in der kanadischen Wildnis, um eine paläolithische Existenz auszuprobieren. Sie reisten zum Goldsborough Lake tief im Wabakimi, bauten zuerst ein Tipi und dann ein angebautes Nurdachhaus ohne Verwendung von Metall-, Kunststoff- oder anderweitig hergestellten Werkzeugen. Für die erste Hälfte des Jahres nahmen sie einen Vorrat an traditionellen Lebensmitteln wie Wildreis, Kürbis, Biber- und Elch-Fleisch, Bärenfett und Ahornzucker. Ende September brachten Strouds Freunde Doug Getgood und Fred Rowe Essen für die nächsten sechs Monate und hackten Feuerholz für das Paar. Stroud und Jamison bauten und rüsteten eine Winterhütte aus, indem sie eine Axt, eine moderne Bugsäge und einen von Getgood und Rowe zurückgelassenen Blechholzofen eines Fallenstellers zusammen mit einem Metalltopf, den sie fanden, benutzten.
Familiäre und medizinische Notfälle zwangen sie dreimal, die Wildnis zu verlassen. Einmal, als Strouds Vater an Krebs starb, ein weiteres Mal, als sie beide wegen Giardiasis behandelt wurden, und erneut, als Jamison eine Fehlgeburt hatte. Stroud filmte ihre primitive Lebenserfahrung und veröffentlichte den 50-minütigen Dokumentarfilm „Snowshoes and Solitude“, der beim Muskoka Film Festival als bester Dokumentarfilm und beim Waterwalker Film Festival als bester Film ausgezeichnet wurde.
Im Jahr 2001 produzierte Stroud zwei einstündige Specials für die Wissenschaftsnachrichtensendung @discovery.ca. Diese Segmente folgen demselben Format wie „Survivorman“, wobei Stroud sein eigenes Überleben in der Wildnis filmt. Sie wurden ursprünglich als tägliche Sendungen im Laufe einer Woche ausgestrahlt, dann aber in zwei einstündige Specials mit dem Titel „Stranded“ umgepackt. Die Popularität dieser Pilotfolgen brachte die Sendung „Survivorman“ hervor. Stroud produzierte 23 Folgen der Serie, die 2004 ausgestrahlt wurde. Stroud komponierte und spielte auch die Eröffnungsmelodie von "Survivorman". Im Jahr 2006 produzierte Stroud ein 90-minütiges Special, das den Weg seiner Familie zum Bau eines Off-the-grid-Hauses dokumentiert. Die Show „Off the Grid with Les Stroud“ zeichnete den Prozess des Immobilienkaufs und der Umrüstung eines alten Bauernhauses mit Solarenergie und Windkraft, einem Regenwassersammler und Brunnen sowie wie sich die Familie Stroud an diesen Lebensstil anzupasste. Stroud hatte mehrere Fernsehauftritte, unter anderem in The Late Late Show with Craig Ferguson, The View, The Ellen DeGeneres Show und Larry King Live. Stroud moderierte auch eine Episode der Discovery-Channel-Show I Shouldn’t Be Alive mit dem Titel Lost In The Snow, die während der ersten Staffel ausgestrahlt wurde, und die TV-Sendung Surviving Urban Disasters, die auf dem Science Channel und der 20. jährlichen Shark Week auf dem Discovery Channel ausgestrahlt wurden.
Im Jahr 2010 moderierte und produzierte Stroud die für den Gemini nominierten erfolgreichen Kinderfernsehserien Survive This und Survive This 2 (YTV, Cartoon Network). nimmt Teenager mit in die Wildnis, um ihnen beizubringen, wie man überlebt, indem er ihnen einige Anweisungen gibt und sie mit Überlebensszenarien herausfordert. Strouds Nachfolgeshow zu „Survivorman“ trug den Titel Beyond Survival with Les Stroud und debütierte 2010.
Am 27. April 2018 strahlte der amerikanische Fernsehsender National Geographic Strouds Alaska's Grizzly Gauntlet auf seinem Nat-Geo-Wild-Kanal aus. In 4 Folgen erforscht Stroud die Überlebensmethoden und die soziale Struktur des Kodiak-Braunbären.

## Musik
Neben dem Filmemachen und Überleben in der Wildnis hat Stroud auch als professioneller Musiker in der Musikindustrie gearbeitet. Nach seinem Abschluss arbeitete Stroud sowohl als assoziierter Produzent für den aufstrebenden Musikkanal MuchMusic als auch als Produktionsleiter an Musikvideos für Künstler wie Rush und Corey Hart. Während dieser Zeit spielte Stroud auch in der David Bowie Coverband Diamond Dogs und spielte Leadgitarre und komponierte Musik für seine Band New Regime, die bei RCA Records unterschrieben, kurz nachdem Stroud die Band verlassen hatte. Wie in seiner Show Survivorman häufig gezeigt wird, gilt Stroud als außergewöhnlicher Blues-Mundharmonika-Spieler.
Dieses Instrument spielt eine herausragende Rolle auf seiner mit seinem eigenen Namen betitelten Debüt-CD, die als „eine Sammlung verschiedener Roots/Blues- und traditioneller akustischer Folkmusik, die den einzigartigen nordischen Geist der Freiheit und des Abenteuers widerspiegelt“ beschrieben wurde. Mehrere Songs dieses Albums können von seiner offiziellen Website heruntergeladen werden. Stroud ist in und um die Region Muskoka und Orillia beim  BluesFestival und beim Toronto Beaches International Jazz Festival aufgetreten.
Stroud und The Northern Pikes haben eine musikalische Zusammenarbeit unter dem Namen Les Stroud and the Pikes begonnen. In den Jahren 2005 und 2006 traten sie mehrere Male live zusammen auf, und aus dieser Zusammenarbeit entstand im Frühjahr 2007 eine EP mit dem Titel Long Walk Home.

## Auszeichnungen
Stroud hat als Musiker mehrere Auszeichnungen erhalten. Er hat beim Musikfestival Spirit of the North in New Liskeard, Ontario, die Auszeichnungen Best Acoustic/Folk Act, Best Blues Act und Best Overall gewonnen.
Strouds Dokumentarfilm Snowshoes and Solitude wurde beim Muskoka Film Festival als bester Dokumentarfilm und beim Waterwalker Film Festival als bester Film ausgezeichnet.
Stroud wurde für seine Arbeit an „Survivorman“ sechs Mal für den Gemini Award nominiert.
Im Jahr 2010 wurden Stroud und sein Produktionsteam für Survive This als bestes Kinder- oder Jugendsachbuchprogramm oder beste Serie nominiert.
Stroud wurde am 22. November 2021 von Scouts Canada zum Chief Scout ernannt.